# Lincoln (Arkansas)
Lincoln es una ciudad ubicada en el condado de Washington en el estado estadounidense de Arkansas. En el Censo de 2010 tenía una población de 2249 habitantes y una densidad poblacional de 313,48 personas por km².

## Geografía
Lincoln se encuentra ubicada en las coordenadas 35°56′56″N 94°25′3″O / 35.94889, -94.41750. Según la Oficina del Censo de los Estados Unidos, Lincoln tiene una superficie total de 7.17 km², de la cual 7.1 km² corresponden a tierra firme y (1.01%) 0.07 km² es agua.

## Demografía
Según el censo de 2010, había 2249 personas residiendo en Lincoln. La densidad de población era de 313,48 hab./km². De los 2249 habitantes, Lincoln estaba compuesto por el 91.73% blancos, el 0.53% eran afroamericanos, el 1.96% eran amerindios, el 0.89% eran asiáticos, el 0.09% eran isleños del Pacífico, el 2.31% eran de otras razas y el 2.49% pertenecían a dos o más razas. Del total de la población el 6.54% eran hispanos o latinos de cualquier raza.